# Kenny G (album)
Kenny G è l'album di debutto del sassofonista jazz statunitense Kenny G, realizzato nel 1982

## Tracce
- Mercy, Mercy, Mercy - 3:41 (Joe Zawinul)
- Here We Are - 4:15 (Jeff Lorber, Marlon McCain)
- Stop and Go - 3:31 (Stevie Bensusen, Joe Ericksen, Kenny G, Jeff Lorber)
- I Can't Tell You Why - 4:12  (Glenn Frey, Don Henley, Timothy B. Schmit)
- The Shuffle - 4:24 (Kenny G, Jeff Lorber)
- Tell Me - 5:52 (Kenny G, Jeff Lorber)
- Find a Way - 4:34 (Joe Ericksen, Kenny G, Jeff Lorber)
- Crystal Mountain - 0:39 (Kenny G)
- Come Close - 2:54 (David Chensky)

## Musicisti
- Steve Forman: Percussioni
- Kenny G.:Sassofono (Soprano & Tenore), Flauto contralto, Tastiera, Sintetizzatore
- Kim Hutchcroft: Sassofono baritono
- Marlon McClain: Chitarra
- Jimmy Haslip, Neil Stubenhaus: Chitarra basso
- Jeff Lorber: Tastiera, Batteria, Percussioni, Drum Programming
- Meco Monardo: Trombone & Tromba
- Steve Madaio: Tromba
- John "J.R." Robinson: Batteria, Percussioni
- Greg Walker: Backing Vocals
- Arrangiamenti fiati: Kenny G., Jeff Lorber, Meco Monardo

## Produzione
- Produzione da Jeff Lorber & Meco Monardo
- Registrato, Engineered & Mixato da Chris Brunt
- Assistente Engineers: Dennis Hansen & Rick McMillen
- Mastered da Ken Perry